# Leptocera setigera
Leptocera setigera är en tvåvingeart som först beskrevs av Adams 1903.  Leptocera setigera ingår i släktet Leptocera och familjen hoppflugor. Inga underarter finns listade i Catalogue of Life.